# Ross Puritty
Ross Puritty (* 18. Dezember 1966 in El Paso, Texas, USA) ist ein ehemaliger US-amerikanischer Boxer.

## Profikarriere
Puritty diente während seiner Karriere hauptsächlich als Aufbaugegner für renommiertere Boxer. Vor seiner Boxkarriere war er Footballspieler. 1989 wurde er Profiboxer ohne zuvor einen Amateurkampf bestritten zu haben. So verlor er ohne boxerische Grundausbildung zwei seiner ersten Kämpfe gegen Cleveland Woods und den Bronzemedaillengewinner der Olympischen Spiele 1988 Alexander Miroschnitschenko vorzeitig, der Miroschnitschenko-Abbruch erfolgte allerdings wegen einer Augenverletzung. Woods schlug ihn bereits in Runde 1 zweimal nieder und gewann durch technischen KO.
Derrick Roddy war der erste Gegner mit einer positiven Bilanz, den er schlagen konnte. Das erste Ausrufezeichen setzte er 1994 im Kampf gegen den ehemaligen WBO-Weltmeister Tommy Morrison, der nach seiner Sensationsniederlage gegen Michael Bentt einige Aufbaugegner boxen wollte und in Puritty mit seiner damaligen Bilanz von 8-8 ein vermeintlich leichtes Opfer zu haben glaubte. Nach einigen entspannten Anfangsrunden bekam Morrison wie so oft Konditionsprobleme, so dass Puritty ihn gegen Ende des Kampfes zweimal zu Boden schlagen konnte. Der Kampf endete schließlich mit einem Unentschieden.
Anschließend gelangen ihm zehn KO-Siege in Folge gegen Gegner, von denen allerdings nur einer eine positive Bilanz hatte. Erst 1996 unterlag er den damals ungeschlagenen Hasim Rahman und Michael Grant nach Punkten.
Ende 1996 und Anfang 1997 gelangen ihm aber nach dem gleichen Muster wie im Morrison-Kampf – die Anfangsoffensive des Gegners abwartend überstehen, bis diesem die Kraft ausgeht – Siege gegen bekannte Gegner, nämlich Jorge Luis González und den Schwarzfußindianer Joe Hipp. González hatte zuvor um den WBO-, Hipp um den WBA-Weltmeistertitel geboxt. Anschließend verlor Purrity jedoch die nächsten drei Kämpfe gegen Corrie Sanders, Larry Donald und Chris Byrd.
Im Dezember 1998 gelang ihm gegen den 22-jährigen ungeschlagenen Olympiasieger von 1996, Wladimir Klitschko, sein wohl bekanntester Sieg. Der Kampf fand in Kiew statt und Klitschko wollte vor seinem Heimpublikum in beeindruckender Weise möglichst vorzeitig gewinnen. Obwohl er den Kampf dominierte, gelang ihm der KO nicht. Puritty hingegen konnte nach dem bewährten Muster wieder einmal von der einsetzenden Erschöpfung seines unerfahrenen Gegners profitieren und drehte den Kampf. Klitschko wurde in der elften Runde völlig erschöpft von seinem Trainer Fritz Sdunek, der in den Ring eilte, aus dem Kampf genommen.
Am 8. Dezember 2001 trat Puritty in einem Kampf gegen Vitali Klitschko an, der als „Rache des Bruders“ vermarktet wurde. Er schien längst nicht mehr in der Form von 1998 zu sein, als er gegen Vitalis jüngeren Bruder gewann. Klitschko siegte schließlich in der elften Runde durch TKO. Konnte ihn allerdings nicht niederschlagen. Der Kampf wurde aufgrund einer Platzwunde gestoppt. Dies war für Puritty die erste vorzeitige Niederlage seit 40 Kämpfen.
Seitdem wurde er nicht mehr vorzeitig besiegt. Weitere bekannte Gegner, gegen die er antrat und verlor, waren unter anderem Kirk Johnson, Brian Nielsen, Timo Hoffmann, Alexander Dimitrenko und Eddie Chambers. Ross Puritty verlor insgesamt 20 seiner 54 Kämpfe, davon nur dreimal vorzeitig.

## Liste der Profikämpfe
| 54 Kämpfe, 31 Siege (davon 27 durch K. o.), 20 Niederlagen, 3 Unentschieden |               |                                                         |               |                                   |        |                                                |
| Jahr                                                                        | Tag           | Gegner                                                  | Ergebnis      | Typ                               | Runden | Ort                                            |
| 1989                                                                        | 29. Mai       | Sergio Araujo                                           | Sieg          | KO                                | 1/4    | County Coliseum, El Paso (Texas)               |
| 1989                                                                        | 27. Juni      | Cleveland Woods                                         | Niederlage    | TKO                               | 1/4    | Showboat Hotel & Casino, Las Vegas             |
| 1990                                                                        | 15. Januar    | Sergio Hernández                                        | Sieg          | TKO                               | 1      | Sunland Park, New Mexico                       |
| 1990                                                                        | 10. Juni      | Troy Tutwiler                                           | Sieg          | TKO                               | 3      | County Coliseum, El Paso (Texas)               |
| 1990                                                                        | 29. Oktober   | Alexander Miroshnichenko                                | Niederlage    | Aufgabe                           | 6/8    | Korakuen Hall, Tokio                           |
| 1991                                                                        | 6. Januar     | John Sargent                                            | Niederlage    | Punktniederlage (einstimmig)      | 6/6    | Civic Center, Bismarck (North Dakota)          |
| 1991                                                                        | 3. Februar    | Jose Avila                                              | Sieg          | TKO                               | 1      | Civic Center, El Paso (Texas)                  |
| 1991                                                                        | 24. Februar   | Derek Isaman                                            | Niederlage    | Punktniederlage (einstimmig)      | 4/4    | Bally’s Las Vegas, Las Vegas                   |
| 1992                                                                        | 25. Februar   | King Ipitan                                             | Niederlage    | Punktniederlage                   | 4/4    | Country Club, Reseda                           |
| 1992                                                                        | 25. März      | Mike Bardwell                                           | Sieg          | KO                                | 2      | Sports Arena, San Diego                        |
| 1992                                                                        | 3. April      | Juan Ramon Perez                                        | Sieg          | KO                                | 4      | Ciudad Juárez, Chihuahua                       |
| 1993                                                                        | 5. August     | Will Hinton                                             | Niederlage    | Punktniederlage                   | 6/6    | Aladdin Hotel & Casino, Las Vegas              |
| 1994                                                                        | 5. März       | Brian Nielsen (Boxer)                                   | Niederlage    | Punktniederlage                   | 4/4    | Grand Olympic Auditorium, Los Angeles          |
| 1994                                                                        | 12. März      | Jason Williams                                          | Sieg          | Punktsieg (einstimmig)            | 4/4    | MGM Grand Garden Arena, Las Vegas              |
| 1994                                                                        | 27. März      | Derrick Roddy                                           | Sieg          | Punktsieg (einstimmig)            | 6/6    | Expo Square Pavilion, Tulsa                    |
| 1994                                                                        | 5. Mai        | Kirk Johnson                                            | Niederlage    | Punktniederlage (einstimmig)      | 6/6    | Olympic Auditorium, Los Angeles                |
| 1994                                                                        | 28. Juli      | Tommy Morrison                                          | Unentschieden | Punktentscheidung (mehrstimmig)   | 10/10  | Convention Center, Atlantic City (New Jersey)  |
| 1995                                                                        | 17. Februar   | Ron Gullette                                            | Sieg          | TKO                               | 4      | Raleigh (North Carolina)                       |
| 1995                                                                        | 26. April     | Max Key                                                 | Sieg          | TKO                               | 2      | Raleigh (North Carolina)                       |
| 1995                                                                        | 22. Juni      | Tyrone Dixon                                            | Sieg          | KO                                | 1      | Virginia Beach, Virginia                       |
| 1995                                                                        | 18. Juli      | Lamar Johnson                                           | Sieg          | TKO                               | 3      | Raleigh (North Carolina)                       |
| 1995                                                                        | 25. Juli      | Tom Williams                                            | Sieg          | TKO                               | 1      | Columbia (South Carolina)                      |
| 1995                                                                        | 18. August    | Andre Smiley                                            | Sieg          | TKO                               | 1      | Ciudad Juárez, Chihuahua                       |
| 1995                                                                        | 22. August    | Cedric Harbaugh                                         | Sieg          | TKO                               | 3      | Raleigh (North Carolina)                       |
| 1995                                                                        | 26. August    | Andre Smiley                                            | Sieg          | TKO                               | 1/8    | Argosy Riverboat, Kansas City (Missouri)       |
| 1995                                                                        | 23. September | Stan Jones                                              | Sieg          | KO                                | 3/8    | Kissimmee                                      |
| 1996                                                                        | 2. März       | Ron Brooks                                              | Sieg          | TKO                               | 1/8    | Civic Center, Sanford                          |
| 1996                                                                        | 26. März      | Hasim Rahman                                            | Niederlage    | Punktniederlage (einstimmig)      | 10/10  | Blue Cross Arena, Rochester (New York)         |
| 1996                                                                        | 21. Juli      | Michael Grant (Boxer)                                   | Niederlage    | Punktniederlage (einstimmig)      | 10/10  | Teamsters Hall, Baltimore                      |
| 1996                                                                        | 3. September  | Michael Seals                                           | Sieg          | TKO                               | 2      | Memphis (Tennessee)                            |
| 1996                                                                        | 14. September | Lionel Jackson                                          | Sieg          | KO                                | 1      | Matte Sports Arena, Tulsa                      |
| 1996                                                                        | 5. Dezember   | Jorge Luis González                                     | Sieg          | TKO                               | 7/10   | Brady Theater, Tulsa                           |
| 1997                                                                        | 17. April     | Calvin Jones                                            | Sieg          | TKO                               | 5      | Adam’s Mark Hotel, Tulsa                       |
| 1997                                                                        | 15. Juni      | Joe Hipp                                                | Sieg          | KO                                | 10/10  | Grand Casino, Biloxi                           |
| 1997                                                                        | 15. November  | Corrie Sanders vakante WBU-Meisterschaft                | Niederlage    | Punktniederlage (einstimmig)      | 12/12  | Carousel Casino, Gauteng                       |
| 1998                                                                        | 21. April     | Larry Donald                                            | Niederlage    | Punktniederlage (einstimmig)      | 10/10  | Players Island Casino, Lake Charles            |
| 1998                                                                        | 14. Juli      | Chris Byrd                                              | Niederlage    | Punktniederlage (einstimmig)      | 10/10  | Casino Magic 500, Bay Saint Louis              |
| 1998                                                                        | 6. November   | Mark Hulstrom                                           | Sieg          | KO                                | 2/6    | K.B. Hallen, Kopenhagen                        |
| 1998                                                                        | 5. Dezember   | Wladimir Klitschko WBC-Weltmeisterschaft                | Sieg          | TKO                               | 11/12  | Sportpalast Kiew, Kiew                         |
| 1999                                                                        | 23. März      | Lorenzo Boyd                                            | Sieg          | TKO                               | 3/6    | KC Market Center, Kansas City (Missouri)       |
| 1999                                                                        | 22. April     | Louis Monaco                                            | Sieg          | Punktsieg                         | 8/8    | Adam’s Mark Hotel, Tulsa                       |
| 2000                                                                        | 14. Januar    | Frankie Swindell                                        | Unentschieden | Punktentscheidung (mehrstimmig)   | 10/10  | Don Haskins Convention Center, El Paso (Texas) |
| 2000                                                                        | 20. August    | Elieser Castillo                                        | Niederlage    | Punktniederlage (einstimmig)      | 10/10  | Casino Queen, East Saint Louis                 |
| 2000                                                                        | 4. November   | Ronnie Smith                                            | Sieg          | TKO                               | 4/8    | Music Hall, Austin (Texas)                     |
| 2001                                                                        | 21. September | Sedreck Fields                                          | Unentschieden | Punktentscheidung                 | 10/10  | Sportpalast Yunusabad, Tashkent                |
| 2001                                                                        | 8. Dezember   | Vitali Klitschko WBA-Intercontinental-Weltmeisterschaft | Niederlage    | TKO                               | 11/12  | König-Pilsener-Arena, Oberhausen               |
| 2002                                                                        | 1. Juni       | Timo Hoffmann IBF-Intercontinental-Weltmeisterschaft    | Niederlage    | Punktniederlage (einstimmig)      | 12/12  | Nürnberg Arena, Nürnberg                       |
| 2002                                                                        | 8. September  | Attila Levin                                            | Niederlage    | Punktniederlage (einstimmig)      | 10/10  | Great Plains Coliseum, Lawton (Oklahoma)       |
| 2003                                                                        | 2. August     | John Dixon                                              | Sieg          | KO                                | 2/6    | Northern Lights Casino, Walker (Minnesota)     |
| 2004                                                                        | 24. Januar    | Tommy Connelly                                          | Sieg          | TKO                               | 4/6    | Fire Lake Casino, Shawnee (Oklahoma)           |
| 2004                                                                        | 6. November   | Alexander Dimitrenko                                    | Niederlage    | Punktniederlage (einstimmig)      | 8/8    | Erdgas arena, Riesa                            |
| 2005                                                                        | 17. Mai       | Eddie Chambers                                          | Niederlage    | Punktniederlage (einstimmig)      | 10/10  | Blue Horizon, Philadelphia (Pennsylvania)      |
| 2007                                                                        | 10. Februar   | David Cadieux                                           | Niederlage    | Punktniederlage (einstimmig)      | 10/10  | Montreal Casino, Montreal                      |
| 2007                                                                        | 27. Oktober   | Carl Gathright                                          | Sieg          | Punktsieg (Mehrheitsentscheidung) | 8/8    | River Rock Casino, Richmond                    |